# الکساندر رادوسافلیویچ (بازیکن فوتبال، زاده ۱۹۷۹)
الکساندر رادوسافلیویچ (هلندی: Aleksandar Radosavljević؛ زادهٔ ۲۵ آوریل ۱۹۷۹) یک بازیکن فوتبال اهل اسلوونی است.
وی همچنین در تیم ملی فوتبال اسلوونی بازی کرده‌است.